# Athyrium rondoense
Athyrium rondoense är en majbräkenväxtart som beskrevs av Bernard Verdcourt. Athyrium rondoense ingår i släktet Athyrium och familjen Athyriaceae. Inga underarter finns listade.